# Vizualna kultura
Vizualna kultura je područje istraživanja koje uključuje mnoge znanosti kao što su, primjerice, povijest umjetnosti, filozofija, antropologija i sociologija. Mnogi aspekti vizualne kulture se preklapaju sa znanstveno-tehnološkim istraživanjima, kulturalnim i neurološkim istraživanjima, te s teorijama o mozgu i vizualnoj percepciji. Vizualna kultura je multidisciplinarna, obuhvaća mnoge medije kao što su masovni mediji, tiskovine, elektronski mediji, likovna umjetnost, reklame, grafički dizajn, web dizajn, strip, pa čak i videoigre itd.

### Teorije vizualne kulture
Teorije vizualne kulture objašnjavaju način na koji slike utječu na nas, odnosno kako koristimo slike da bismo se izrazili, da bismo učili, komunicirali itd.
"Ways of Seeing" (1972. god.) je jedno od prvih djeloa u kojem su iznesena proučavanja vizualne kulture. Napisao ga je engleski kritičar, romanopisac i slikar John Berger.
Veliki značaj u proučavanju vizualne kulture ima W. J. T. Mitchell. Svoje teorije je iznio u svojim djelima "Iconology" i "Picture theory". Ostali pisci, istraživači, znanstvenici, sociolozi ili kulturni teoretičari značajni za vizualnu kulturu su: Laura Mulvey, Griselda Pollock, Stuart Hall, Rosalind Krauss, Slavoj Žižek.